# Woo Sang-ho
Woo Sang-ho (kor. 우상호; * 7. Dezember 1992 in Sapporo, Japan) ist ein südkoreanischer Fußballspieler.

## Karriere
Woo Sang-ho erlernte das Fußballspielen in Japan in der Jugendmannschaft von Kashiwa Reysol sowie in der Universitätsmannschaft der Meikai University. Seinen ersten Vertrag unterschrieb er 2015 beim japanischen Verein FC Korea. Mitte 2015 zog es ihn nach Europa. Hier unterschrieb er in Montenegro einen Vertrag beim OFK Petrovac. Der Verein aus Petrovac na moru spielte in der ersten Liga, der Prva Crnogorska Liga. Bis Mitte 2016 absolvierte er für OFK 29 Erstligaspiele. Ende Juli 2016 ging er nach Südkorea. Hier nahm ihn der Daegu FC unter Vertrag. Mit dem Fußballfranchise aus Daegu spielte er in der zweiten Liga, der K League Challenge. Ende 2016 wurde er mit Daegu Meister der zweiten Liga und stieg in die erste Liga auf. Mit Daegu spielte er noch ein Jahr in der ersten Liga. Anfang 2018 kehrte er in sein Geburtsland Japan zurück. Hier schloss er sich dem FC Gifu aus Gifu an. Der Klub spielte in der zweiten japanischen Liga, der J2 League. Von Juli 2018 bis Saisonende wurde er an den Ligakonkurrenten Ehime FC nach Matsuyama ausgeliehen. Nach der Ausleihe wurde er Anfang 2019 von Ehime fest unter Vertrag genommen. Nach insgesamt 25 Zweitligaspielen für Ehime wechselte er Anfang 2020 zum ebenfalls in der zweiten Liga spielenden Tochigi SC nach Utsunomiya. 2021 ging er nach Vietnam. Hier verpflichtete ihn der Erstligist Sài Gòn FC. Der Klub aus Ho-Chi-Minh-Stadt spielte in der ersten Liga, der V.League 1. Für den Klub bestritt er zehn Erstligaspiele. Von Oktober 2021 bis Januar 2022 war er vertrags- und vereinslos. Ende Januar 2022 kehrte er nach Japan zurück. Hier unterschrieb er einen Vertrag beim Viertligisten FC Osaka. Am Ende der Saison wurde er mit Osaka Vizemeister der vierten Liga und stieg somit in die dritte Liga auf.

## Erfolge
Daegu FC
- K League Challenge: 2016 (Vizemeister)  ▲